# Димерський район
Димерський район — район Київської області, що існував у 1923—1962 роках. Центр — смт Димер.
До складу району входили — Димерська селищна та Абрамівська, Бірківська, Богданівська, Вахівська, Гаврилівська, Глібівська, Гуто-Катюжанська, Гуто-Межигірська, Демидівська, Катюжанська, Козаровицька, Литвинівська, Лютізька, Мануїльська (з 1959 Любимівська), Миколаївська, Пилявська, Рихтянська, Ровівська, Руднє-Димерська, Савенківська, СИняківська, Сичівська, Старопетрівська, Сухолучанська, Тарасівщинська, Толокунська та Ясногородська сільські ради.
1923 року — в складі новоутвореної Київської округи Київської губернії, котра існувала до 1930 року.
Район було ліквідовано 30 грудня 1962 року, а його територія увійшли до складу Києво-Святошинського району.

## Трохи з історії
29 липня 1933 року власний кореспондент газети «Вісті» ВУЦВК повідомляв, що Димерський район Київської області першим виконав липневий план хлібоздавання — 148 % плану.